# Metafroneta
Metafroneta is een geslacht van spinnen uit de familie hangmatspinnen (Linyphiidae).

## Soorten
De volgende soorten zijn bij het geslacht ingedeeld:
- Metafroneta minima Blest, 1979
- Metafroneta sinuosa Blest, 1979
- Metafroneta subversa Blest & Vink, 2002